# Paweł Anweiler

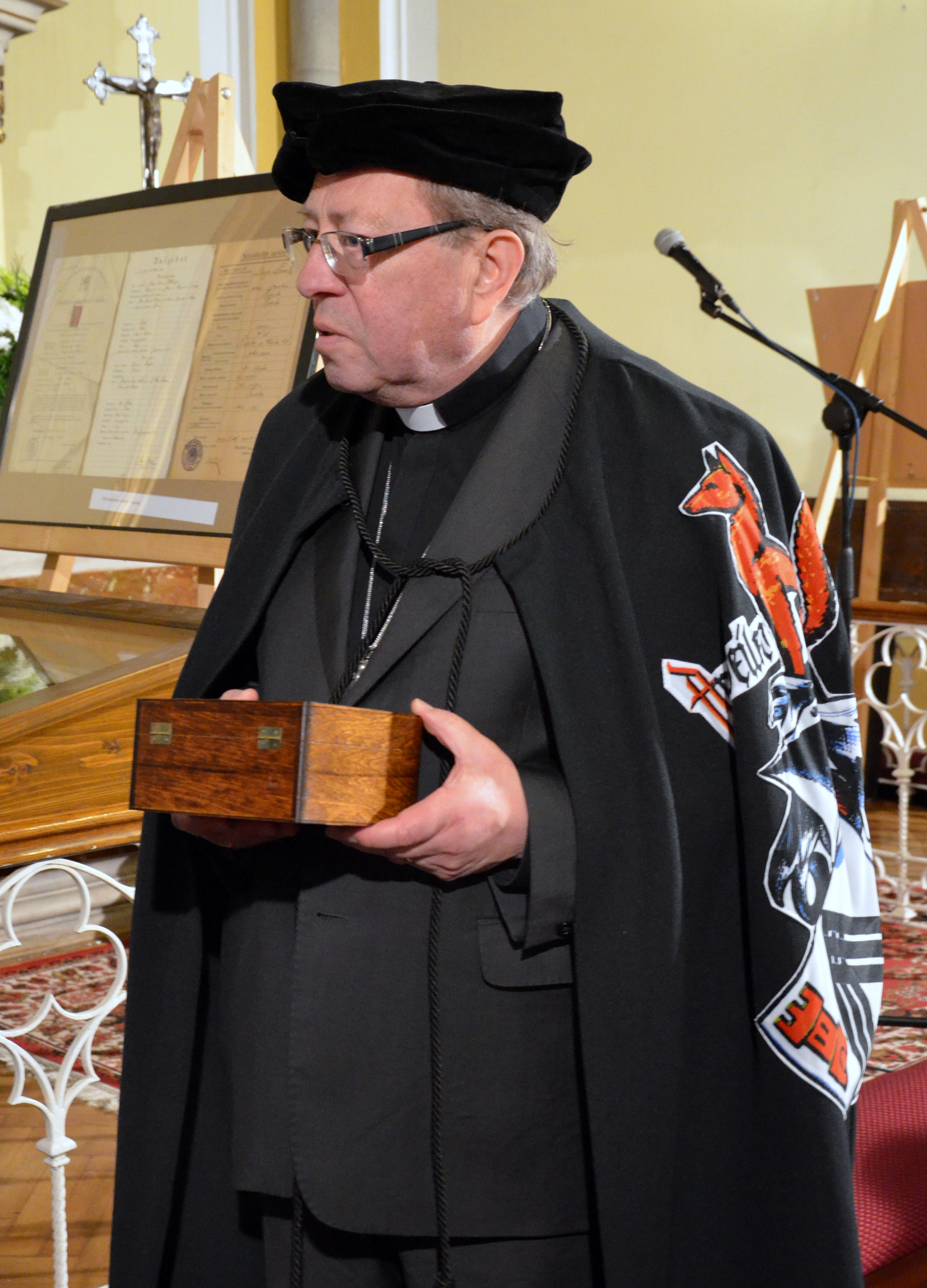
Paweł Anweiler (2016)

Paweł Anweiler (* 16. Juni 1950 in Kalisz) ist ein lutherischer Theologe, Mitglied der Kirchen-Synode und war von 1992 bis 2016 Bischof der Diözese Teschen der Evangelisch-Augsburgischen Kirche in Polen mit Amtssitz in Bielsko-Biała (Bielitz).

## Werdegang
Von 1974 bis 1976 war Paweł Anweiler Vikar in Kalisz (Kalisch) und arbeitete von 1976 bis 1979  als Pfarrverwalter in Kępno (Kempen), von 1977 zusätzlich als Pfarrverwalter von Kalisz, Turek, Stawisczyn und Ostrów Wielkopolski (Ostrowo). 
Von 1979 bis 1991 war er als Pfarrverwalter, dann auch als Pfarrer in Częstochowa (Tschenstochau) tätig, um dann im Jahr 1991 Pfarrer in Bielsko-Biała (Bielitz) zu werden. 
Ab 1992 hatte er das Bischofsamt der Diözese Teschen der Evangelisch-Augsburgischen Kirche in Polen inne. Er übergab es am 6. Januar 2016 an seinen Nachfolger Adrian Korczago.
2011 erhielt Anweiler das Offizierskreuz des Ordens Polonia Restituta.